# 神服神社
神服神社（かむはとりじんじゃ、現在は、”しんぷくじんじゃ”とも呼ばれる。）は、大阪府高槻市宮之川原元町にある神社。式内社で、旧社格は郷社。

## 祭神
- 樋速日命（ヒノハヤヒノミコト） - 麻羅宿禰の遠祖
- 麻羅宿爾（マラノスクネ） - 天御桙命の後裔の伊豆国造一族で服部連の祖。
- 素盞嗚尊（スサノオノミコト）

## 歴史

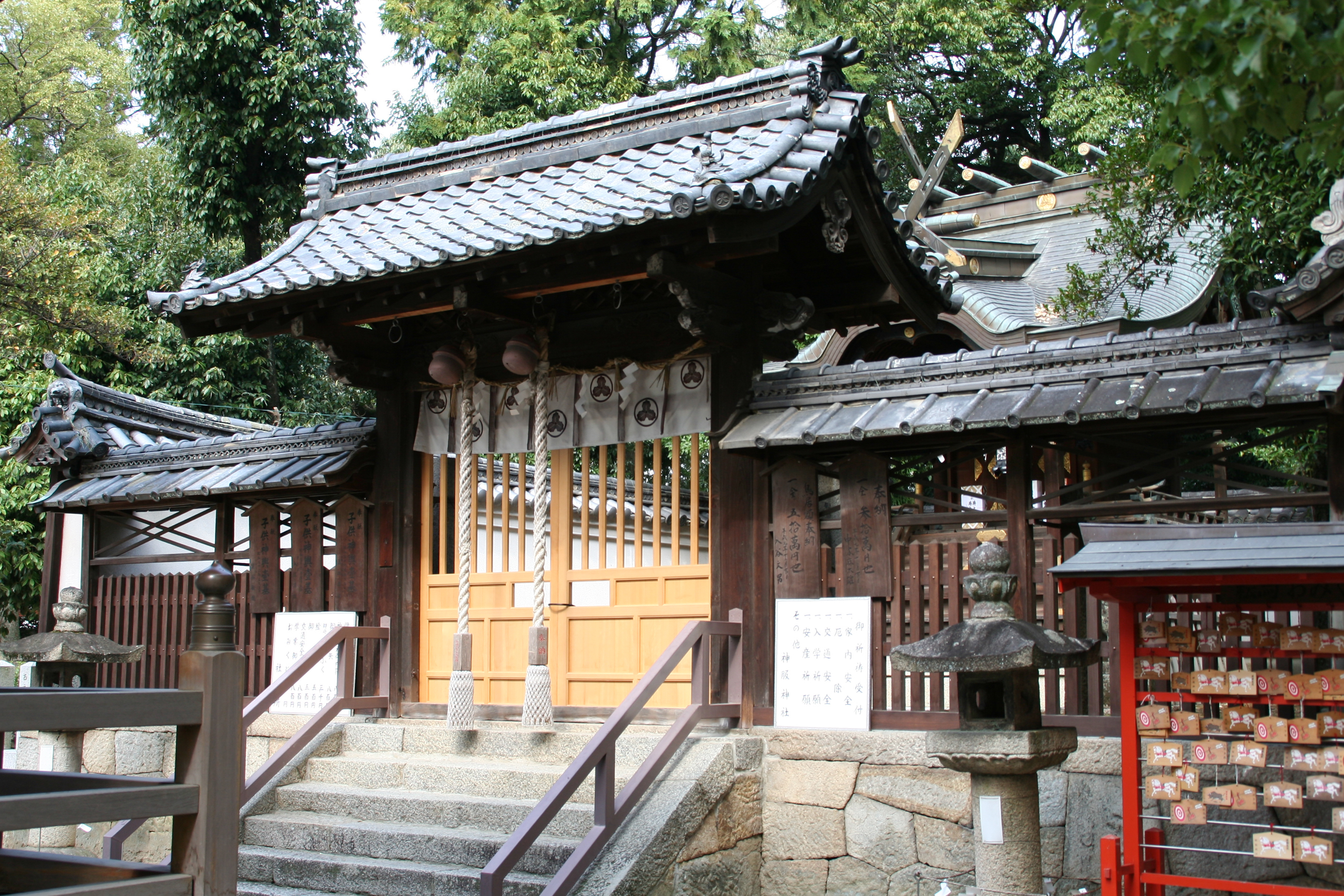
本殿

神社の北西、塚脇にある古墳群の「服部連塚」と「御女塚」が服部連の夫婦墓とされ、この地の服部連が祖神を祀って服部神社と称していたが、延喜年間（901年～923年）に神服神社と改めた。延喜式神名帳では、摂津国島上郡三座の一つとして小社に列した。
維新まで安岡寺の僧侶が社務をとっていた。明治5年（1872年）郷社に列す。明治40年（1907年）11月に宮之原河原の春日神社・稲荷神社を境内に移す。翌年明治41年（1908年）、塚脇の上宮神社、浦堂の若宮神社、大蔵司の神明神社を合祀。平成25年（2013年）には、改修工事が完了する。

## 境内社
- 春日神社　天児屋根命
- 稲荷神社　宇賀御魂神
- 上宮神社　服部大連公
- 若宮神社　天児屋根命
- 神明神社　天照大神・豊受大神

## 現地情報
所在地
- 大阪府高槻市宮之川原元町2-25

交通アクセス
- JR京都線高槻駅より高槻市営バス塚脇・原大橋方面行き バス停「浦堂」下車後、徒歩3分

周辺
- 阿久刀神社 - 両社は早くから神輿渡御を交すなど深い交流をもっていた。
- 安岡寺 - 神服神社の元神宮寺。